# Lennart Hollman
Erik Lennart Hollman, född den 5 oktober 1916 i Örberga församling, Östergötlands län, död den 11 december 2004 i Folkärna församling, Dalarnas län, var en svensk klassisk filolog.
Hollman avlade filosofisk ämbetsexamen i Uppsala 1940 och filosofie licentiatexamen där 1946. Han blev lektor vid kommunala gymnasiet i Söderhamn 1950, biträdande lärare vid Uppsala universitet 1952 och adjunkt vid Uppsala enskilda läroverk 1955. Hollman promoverades till filosofie doktor 1957 och blev lektor i latin och grekiska vid Fjellstedtska skolan i Uppsala samma år. Han publicerade Den heliga Birgittas Reuelaciones extrauagantes (doktorsavhandling 1956) och en översättning av Dissertatio historica de paroecia Norbergensi av Anders Nohrfors ("Historisk avhandling om Norbergs socken", 1971). Hollman vilar på Gamla griftegården i Linköping.